# Songs of Innocence
Songs of Innocence (рус. «Песни невинности») — тринадцатый студийный альбом ирландской рок-группы U2, был презентован 9 сентября 2014 года на конференции Apple Inc., в этот же день альбом стал доступен в онлайн-магазине iTunes для безвозмездного скачивания.

## Об альбоме
Другие варианты названия — Songs of Ascent, 10 Reasons to Exist или Sirens.
В альбом вошли 11 композиций, однако ожидаемых треков «Return of the Stingray Guitar» и «Glastonbury» в альбоме нет. Существующий материал, однако, в том или ином виде нашёл отражение в других песнях. Лирика и звучание были изменены, что привело к появлению «Lucifer’s Hands» и «Volcano» соответственно. Lucifer’s Hands отсутствует в версии для ITunes, выйди в виде бонус-трека для Deluxe-версии 13 октября.
Во время презентации Apple группа исполнила одну из новых песен — «The Miracle (of Joey Ramone)».
По словам Тима Кука, это крупнейший единовременный релиз альбома — его могут скачать более 500 миллионов пользователей iTunes (доступен в 119 странах), он также будет доступен на сервисах iTunes Radio и Beats Music. Во сколько обошлась IT-гиганту сделка с U2, ни компания, ни группа не раскрыли, но, по оценкам Forbes, это стоило не менее 100 миллионов долларов.
До 13 октября 2014 года альбом распространялся бесплатно, эксклюзивом через онлайн-сервисы компании Apple, после этого — был выпущен на физических носителях.
Название диска является отсылкой к поэзии Уильяма Блейка — сборнику «Songs of Innocence and of Experience».
В обозримом будущем группа планирует выпустить ещё один альбом. «Если вам понравился диск „Songs Of Innocence“, оставайтесь с нами для „Songs Of Experience“. Эта пластинка скоро будет готова» — сказал Боно в одном из интервью.

## Подоплёка
За день до конференции Apple, Боно дал интервью Гасу Уэннеру из Rolling Stone. «Мы хотели сделать очень личный альбом» — объяснял Боно, «Мы старались понять, почему мы захотели стать группой, разобраться во взаимоотношениях внутри коллектива, нашей дружбе, нашей личной жизни, любви, наших семьях. Весь альбом посвящён нашим первым открытиям, первым путешествиям в географическом, духовном, сексуальном плане. И это было тяжело. Но мы сделали это. Мы переместились в неосвоенное пространство».
Группа работала над пластинкой на протяжении двух лет вместе с продюсером Брайаном Бертоном, известным как Danger Mouse. Музыканты почти что закончили альбом, но потом они все начали заново. «Мы позволяли себе любые эксперименты, — говорит Эдж. — Когда песни начали складываться, мы поняли, что в них отсутствуют определённые элементы, которые составляют ядро нашего стиля». Свою лепту внёс Джимми Айовин, бывший глава Interscope Records: «Когда они поставили мне песни, я не услышал там вещей, которые могли бы зацепить людей, не являющихся фанатами U2. Там были слова и идеи, которые могли это сделать, — но не целые песни». Он посоветовал музыкантам, что им нужно «копнуть поглубже». Чтобы войти в нужное состояние, Боно начал писать песни о своей тяжелой дублинской юности и о музыке, которая изменила его жизнь: прежде всего это были The Clash и Ramones.
По мнению Боно, Danger Mouse помог группе удержаться от излишеств: «У него есть врожденное чувство элегантности, и его не впечатляют эмоциональные выбросы. Мы хотели, чтобы в альбоме были песни, которые можно будет играть на акустической гитаре или пианино, не опираясь на атмосферу и динамику». По словам вокалиста, их старый соратник — Марк «Флад» Эллис очень помог U2, «в нужный момент он добавлял ложку дёгтя». В последний год, когда Danger Mouse сфокусировался на своем собственном проекте Broken Bells, U2 пригласили гуру группы OneRepublic Райана Теддера и продюсера Адель Пола Эпворта. «Они привержены старомодным представлениям о том, что такое сочинение песен, — уточняет Боно. — Нам всегда была нужна массовая поддержка, дабы записать новый альбом».
«Я думаю, что нам невероятно сильно помогла такая сборная команда» — отмечал Боно, «Большое количество музыки, которая сейчас выпускается, люди относят к жанру поп. В нашем случае — это не поп. А просто великолепные песни. И мы в своей работе хотели тематически быть ближе к The Beatles или The Rolling Stones в 60-x. В них ничего не нужно было прятать и маскировать; там был чистый помысел, чистые мелодии».
В первую очередь, группа решила вернуться к своим музыкальным корням. Вокалист утверждает, что они заново прониклись музыкой, от которой фанатели в 70-х, когда U2 только начинали свой творческий путь: панк-рок, Боуи, ранняя электроника и Joy Division. Пластинка начинается с трека «The Miracle (Of Joey Ramone)» — классической поп-песни с панковскими аккордами. «Свою манеру петь я нашёл именно благодаря Джоуи» — говорит Боно, «А все потому, что я не был обычным панк-вокалистом. Я даже не был рок-вокалистом. Я пел как девчонка. Тогда мне было, наверное, лет 17 или 18. И тогда я услышал Джоуи Рамона, который пел как девчонка. Нам явно было с ним по пути».
«This Is Where You Can Reach Me Now» — это эдакий трибьют британскому квартету The Clash, а гитарные партии Эджа конкретно отсылают к их диску Sandinista!. «Когда мы их увидели, они показались для нас идеальным концептом» — говорит Боно, «Мы прекрасно отдавали себе отчёт в том, что не можем стать такими же крутыми, как они. Время показало, что мы правильно думали. Но мы в то же время могли продолжить их дело в плане развития социального посыла в рок-музыке».
Также на пластинке есть предельно личная песня о матери Боно, Айрис Хьюсон, которая умерла, когда ему было 14, все воспоминания вокалиста легли в песню — «Iris». Ещё одна песня — «Cedarwood Road», об улице на которой вырос певец.
Один из самых оптимистичных треков альбома — «California (Therе Is No End To Love)», в своём интро отсылает к творчеству Beach Boys. По словам Боно — «Эта песня рассказывает о нашей самой первой поездке в Лос-Анджелес».
Напротив, самым мрачным треком является — «Raised By Wolves», который повествует о начинённых взрывчаткой машинах в Дублине. «Три бомбы взорвались в разных машинах в половине шестого утра в пятницу в Дублине. В любую другую пятницу я бы заглянул в тот самый магазин пластинок, расположенный за углом от дома, но в тот день мне пришлось отправиться в школу не пешком, а на велосипеде» — вспоминал Боно.
«Sleep Like a Baby Tonight», повествует о священнике-педофиле, выполнена в духе Kraftwerk — группы, в своё время повлиявшей на Боно.

## Список композиций
Все тексты написаны Боно и Эджем, вся музыка написана U2.
| №                   | Название                               | Продюсеры                              | Длительность |
| ------------------- | -------------------------------------- | -------------------------------------- | ------------ |
| 1.                  | «The Miracle (of Joey Ramone)»         | Danger Mouse, Пол Эпворт, Райан Теддер | 4:16         |
| 2.                  | «Every Breaking Wave»                  | Danger Mouse, Теддер, Деклан Гэффни[a] | 4:13         |
| 3.                  | «California (There is No End to Love)» | Гэффни, Эпворт, Danger Mouse           | 4:00         |
| 4.                  | «Song for Someone»                     | Теддер, Марк «Флад» Эллис              | 3:47         |
| 5.                  | «Iris (Hold Me Close)»                 | Эпворт, Теддер, Danger Mouse[a]        | 5:20         |
| 6.                  | «Volcano»                              | Гэффни, Эпворт[a]                      | 3:15         |
| 7.                  | «Raised by Wolves»                     | Гэффни, Danger Mouse                   | 4:06         |
| 8.                  | «Cedarwood Road»                       | Danger Mouse, Эпворт                   | 4:26         |
| 9.                  | «Sleep Like a Baby Tonight»            | Danger Mouse                           | 5:02         |
| 10.                 | «This Is Where You Can Reach Me Now»   | Danger Mouse                           | 5:06         |
| 11.                 | «The Troubles» (дуэт с Люкке Ли)       | Danger Mouse, Гэффни[a]                | 4:46         |
| Общая длительность: | Общая длительность:                    | Общая длительность:                    | 48:11        |

Примечания
- ↑  дополнительный продюсер

| №   | Название                                                                  | Длительность |
| --- | ------------------------------------------------------------------------- | ------------ |
| 12. | «Lucifer's Hands»                                                         |              |
| 13. | «The Crystal Ballroom»                                                    |              |
| 14. | «The Troubles (Alternative version)»                                      |              |
| 15. | «Sleep Like a Baby Tonight" (Alternative Perspective Mix by Tchad Blake)» |              |

| №   | Название                                      | Длительность |
| --- | --------------------------------------------- | ------------ |
| 16. | «The Crystal Ballroom (remix by Tchad Blake)» |              |

## Отзывы критиков
| Совокупная оценка   | Совокупная оценка |
| Источник            | Оценка            |
| ------------------- | ----------------- |
| Metacritic          | 65/100            |
| Оценки критиков     |                   |
| Источник            | Оценка            |
| Chicago Tribune     | [ 17 ]            |
| Classic Rock        | [ 18 ]            |
| The Daily Telegraph | [ 19 ]            |
| The Guardian        | [ 20 ]            |
| Mojo                | [ 21 ]            |
| NME                 | 4/10              |
| Pitchfork Media     | 4.6/10            |
| Rolling Stone       | [ 24 ]            |
| Slant Magazine      | [ 25 ]            |
| Spin                | 7/10              |
| USA Today           | [ 27 ]            |
| Rolling Stone       | [ 2 ]             |

В целом альбом получил умеренно-благоприятные отзывы от музыкальных критиков. На сайте Metacritic его средний балл 65/100, он основан на отзывах 26 критиков: 12 положительных рецензий, 12 — неоднозначных, и две — отрицательных. Нил Маккормик из The Telegraph охарактеризовал альбом как «свежий и крепко сделанный», описав его следующими словами — «масштабный, красочный, яростный рок с разнообразными мелодиями, яркими гимновыми припевами и смелыми лирическими идеями». Журналист Дэвид Фрике поставил диску высший балл, назвав его «триумфом динамичного, сосредоточенного ренессанса».
«Наверное, это лучшая из пластинок, которая когда либо предлагалась человечеству бесплатно» — писал в своей статье Райан Рид из Rolling Stone — «Ни Radiohead, ни Джей-Зи, ни Бейонсе не могли подарить миру забесплатно набор ярких хитов такого качества. Пластинка Songs Of Innocence предлагается даром всем пользователям iTunes и для участников группы является „очень личной“. Временами Songs Of Innocence звучит как почти что концептуальный альбом о ранних годах Боно». «Songs of Innocence в некотором роде подводит итог под карьерой ирландцев» — отметил Ярослав Забалуев из Газета.Ru — «не зря они в предшествующих альбому интервью то и дело жаловались на возраст, намекая на то, что скоро могут отправиться на пенсию. Впрочем, своим новым альбомом музыканты доказали, что до сих пор способны сочинять песни, которым будут подпевать любители стадионных концертов и автомобилисты в пробках всего мира. Другое дело, что в этих песнях уже совершенно не чувствуется хоть малейшей индивидуальности».
«Диск напоминает скорее портрет Боно с его набором музыкальных пристрастий, детскими воспоминаниями и романтическим пониманием образа мощного рок-певца, а не всех участников коллектива, чьи личности немного отодвинуты назад» — писал в своей статье Александр Кондуков из российского издания Rolling Stone — «В широком смысле, Songs Of Innocence — это не альбом мемуаров, а диск-комикс, который предлагает в понятной форме историю музыкантов и их поэтику для тех, кто впервые слышит о существовании U2, меломанах которые случайным образом получили диск в iTunes». Автор продолжал: «U2 демонстрируют свои таланты оперативно и энергично, ни на секунду не позволяя возрасту дать о себе знать. Команда продюсеров, о которой сейчас много говорится, была подобрана столь взаимоисключающе, что из музыки ирландцев исчезло все лишнее (и, будем честны, человечное). Всё, что могло бы остановить быстро теряющих концентрацию внимания людей XXI века от того, чтобы дослушать диск до конца». «И он правда проглатывается легко и беззаботно — как таблетка во фруктовой оболочке. Некоторым этот вкус, сопровождающий попадание U2 в незнакомый организм, может показаться неестественным и химическим. Некоторым же захочется добавки, и они включат пластинку по второму кругу» — подытожил рецензент.
«Songs of Innocence вполне обманчив и поначалу напоминает любой альбом группы, записанный в нулевых: то есть один трек, который пойдет для рекламы айподов, и остальные, которые с лёгкостью украсят блокбастер (это скорее к All That You Can’t Leave Behind), романтический фильм (это к How to Dismantle an Atomic Bomb) или фильм про стремительно стареющих людей (No Line on the Horizon). После первого прослушивания попросту кажется, что некоторые песни — это практически группа Coldplay» — писал в своей рецензии Артём Макарский из журнала Афиша — «Первое впечатление, впрочем, в корне неверное: это явно не самый плохой альбом U2 — и такой, на котором хватает песен запоминающихся и выделяющихся среди других». Автор продолжает — «U2 решили вспомнить не о том, какими они были, а чего они в это время хотели… Songs of Innocence — это альбом о том, что U2 проиграли свой бой со временем, о том, кем они могли бы стать, если бы не были U2, в конце концов о том, куда приводят мечты. U2, доказывавшие все время, что богатый и красивый теперь тоже может быть оптимистом, поют песни радости и счастья, но за этими словами кроется нечто большее. Это крах надежд, к которому рано или поздно приходит каждый повзрослевший подросток, — и именно этим ценен этот альбом». Макарский подытожил — «U2 явно намекают своей обложкой, что планировали записать как минимум „Белый альбом“ или начать с чистого листа — но не получилось ни того ни другого».
Сами музыканты очень спокойно реагируют на холодные отзывы относительно их новой работы. Боно в своём открытом письме поклонникам, например, намекает на то, что истинная сила пластинки открывается только после нескольких прослушиваний. «Мы своего добились, — говорит бас-гитарист Адам Клейтон, — Многих стошнило, но все они написали о нашем новом диске».

## Полемика

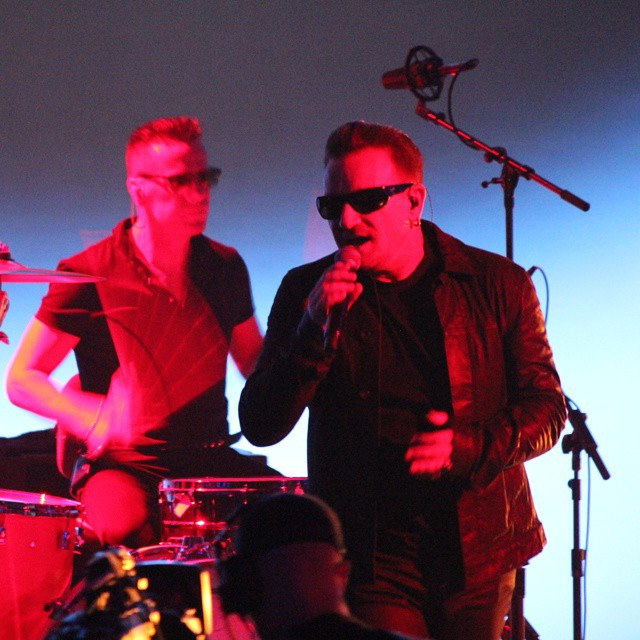
Боно выступает на презентации новых продуктов корпорации Apple.

В свете того, что альбом сразу получили полмиллиарда человек, на него так или иначе отреагировал почти весь мир. Эмоции были в диапазоне от интереса («Никогда не был поклонником U2, но этот альбом ничего») до недовольного удивления («Или кто-то взломал мой iTunes, или я начал покупать альбомы U2 во сне») и даже гнева. После выхода альбома Apple получили столько жалоб, что им пришлось выпустить специальное приложение, позволяющее удалить его из iCloud. Тем не менее, менеджер группы Гай Озири прокомментировал это так: «Никто в группе не стыдится того способа, каким был выпущен диск. Семьдесят процентов жителей планеты получили альбом. Это кажется слишком уж масштабным, но мы привыкли мыслить такими категориями».
Ирландцы осуществили сделку с минимальными финансовыми рисками, хотя далеко не все согласны с их решением бесплатно добавить альбом в библиотеки всех пользователей iTunes, так The Washington Post написали: «рок-н-ролл превратился в жалкий спам».
«Упс, я сожалею, — заявил Боно в ответ на возмущение одного из своих фанатов по поводу „навязывания“ альбома, — У меня появилась прекрасная идея, а артисты в такие минуты очень уязвимы. Немного мегаломании, немного меценатства, желание продвинуть себя максимально ярко, а также, разумеется, страх того, что песни, которыми мы занимались последние несколько лет, может в конечном итоге мало кто услышать. В общем, много что нас мучило. И нам нужно было через все это пройти». В интервью Rolling Stone, на вопрос о реакции общественности на метод распространения альбома, ирландец ответил ещё проще: «Если он вам не нравится — сотрите его».
Барабанщик группы The Black Keys Патрик Карни сетовал, что диск U2 «полностью обесценил их музыку», а компания Apple подала другим группам крайне сомнительный пример относительно методов ведения музыкального бизнеса. «Просто U2 хотелось сделать что-то масштабное и значимое, вот они и сделали, — заявил Карни, — Для групп, пытающихся пробиться, это очень печально».
Певица Шинейд О’Коннор резко раскритиковала маркетинговый шаг своих земляков. «То, что они сделали на пару с iTunes — шаг, достойный осуждения», — сказала она в интервью The Daily Mail — «Все это выглядело почти как террористический акт, или что-то вроде того. Я ни в коем случае не фанат U2, но нельзя же было таким образом грубо вторгаться в жизнь людей, даже из благих намерений. Это результат плохого менеджмента, я считаю».
«Мне это все больше напоминает опасный трюк, чем новую бизнес-модель, — говорит Ли Тринк, менеджер Кид Рока и бывший президент Capitol Records. — Старая модель выпуска записей крупных артистов уже устарела, новую ещё не придумали. Так что пока серьёзные музыканты стараются опробовать что-то новое и выпустить пластинку необычным образом. Джей-Зи действует по одной схеме. Бейонсе уже выбирает другую, а U2 придерживаются какой-то третьей». Тринк продолжает: «U2 сделали прорыв и получили огласку. У Apple появился крутейший хит для их презентации. Хватит уже сокрушаться по этому поводу. Что было — то прошло, музыка сейчас бесплатна, и, во многих случаях, законно бесплатна».
«Это не то решение, которое меняет игру, это часть изменённых правил игры», — размышляет Тим Смит, менеджер Скриллекса, Зедда и других топовых электронщиков танцевальной сцены. «У меня есть большие сомнения в том, что Apple будет повторять такой фокус. Но если похожая возможность будет у меня и моих артистов, то, наверное, от такого предложения трудно будет отказаться».
«Мне это не нравится. Ведь нечестно давать одним людям преимущество над другими, — заявил Иш Кьюбас, вице-президент подразделения музыкального мерчендайзинга всемирной сети Trans World Entertainment, — Я уверен, что они заработали больше денег на этой сделке, чем заработали бы, выпустив альбом традиционным способом. Но не поймите меня неправильно, они все ещё значимые исполнители».

## Награды
Журнал Rolling Stone поставил Songs of Innocence на первое место в своём списке «50 лучших альбомов 2014 года».

## Участники записи
U2
- Боно — вокал, клавишные (треки 1, 3-5, 7, 9-11), гитара (треки 1, 6, 9), дульцимер (трек 2)
- Эдж — гитара, бэк-вокал, клавишные (треки 1-8, 10-11), музыкальное программирование (трек 5)
- Адам Клейтон — бас-гитара, клавишные (трек 5)
- Ларри Маллен-мл. — ударные, перкуссия, бэк-вокал (треки 3, 10)

Дополнительные музыканты
- Danger Mouse – клавишные (треки 1–2, 7–11), муз. программирование (трек 7), доп. перкуссия (трек 10), аранжировка хора (трек 6)
- Райан Теддер – клавишные (треки 1–2, 4–5), муз. программирование (трек 1), акустическая гитара (трек 1)
- Пол Эпворт – клавишные (треки 1, 3, 8), муз. программирование (трек 1), доп. перкуссия (трек 1), хлопки в ладоши[англ.] (трек 6), слайд-гитара (трек 8)
- Марк «Флад» Эллис – клавишные (трек 4)
- Деклан Гэффни – акустическая гитара (треки 1, 6), клавишные (треки 2–8, 10–11), муз. программирование (треки 3, 7, 9), бэк-вокал (треки 3, 10), хлопки в ладоши (трек 6), доп. перкуссия (трек 7), вокальные эффекты (трек 7)
- Люкке Ли – вокал (трек 11)
- "Classy" Джо Вискиано – хлопки в ладоши (трек 6), бэк-вокал (трек 10)
- Лео Пирсон – клавишные (трек 9)
- Кэролин Дэйл[англ.] – виолончель (трек 11), аранжировка струнных (трек 11)
- Наталия Боннер – скрипка (трек 11)
- Грег Кларк – хор (треки 1, 6)
- Карлос Рикеттс – хор (треки 1, 6)
- Табита Фэир – хор (треки 1, 6)
- Ким Хилл – хор (треки 1, 6)
- Киона Маккаллум – хор (треки 1, 6)
- Ники Ричардс – хор (треки 1, 6)
- Эверетт Брэдли – хор (треки 1, 6)
- Бобби Херден – хор (треки 1, 6)
- Ада Дайер – хор (треки 1, 6)

Технический персонал
- Danger Mouse — продюсер (треки 1-3, 7-11), доп. продюсер (трек 5)
- Пол Эпворт — продюсер (треки 1, 3, 5, 8), доп. продюсер (трек 6)
- Марк «Флад» Эллис — продюсер (трек 4)
- Деклан Гэффни — продюсер (треки 3, 6-7), доп. продюсер (треки 2, 11)
- Райан Теддер — продюсер (треки 1-2, 4-5)

## Хит-парады
Songs of Innocence стартовал с шестой строчки британского чарта, что является самым низким показателем ирландцев за 33 года их карьеры. Спустя неделю после выпуска альбома на физических носителях в мире было раскуплено лишь 25 тысяч копий диска. В общем сводном хит-параде Songs of Innocence не попала даже в тридцатку самых популярных дисков. «Большинство фанатов U2 либо довольствуются безвозмездной цифровой версией, либо решили после прослушивания, что альбом не стоит того, чтобы его покупать» — отмечалось изданием The Guardian.
| Чарт (2014)                            | Высшая позиция |
| -------------------------------------- | -------------- |
| Австралия (ARIA)                       | 7              |
| Канада (Canadian Albums Chart)         | 5              |
| Хорватия (IFPI)                        | 1              |
| Нидерланды (Album Top 100)             | 1              |
| Финляндия (Suomen virallinen lista)    | 10             |
| Франция (SNEP)                         | 1              |
| Венгрия (MAHASZ)                       | 13             |
| Ирландия (IRMA)                        | 2              |
| Italian Albums (FIMI)                  | 1              |
| Новая Зеландия (RMNZ)                  | 6              |
| Норвегия (VG-lista)                    | 6              |
| Польша (ZPAV)                          | 1              |
| Шотландия (Scottish Albums Chart)      | 4              |
| Испания (PROMUSICAE)                   | 1              |
| Швеция (Sverigetopplistan)             | 2              |
| Великобритания (UK Albums Chart)       | 6              |
| США (Billboard 200)                    | 9              |
| США (Billboard Top Alternative Albums) | 1              |
| США (Billboard Top Rock Albums)        | 2              |
| США (Billboard Top Tastemaker Albums)  | 1              |